# Municipio di Niemegk
Il municipio di Niemegk (in tedesco Rathaus Niemegk) è il palazzo municipale della città tedesca di Niemegk.
Importante esempio di architettura rinascimentale, è posto sotto tutela monumentale (Denkmalschutz).

## Storia
Il municipio venne costruito nel 1570; gli interni furono più volte modificati, l'ultima volta nel 1933-34.

## Caratteristiche
Si tratta di un edificio a pianta rettangolare, a due piani, con le facciate intonacate nelle quali si aprono finestre con cornici in pietra arenaria.
Il tetto, fortemente inclinato secondo l'uso nordico, ospita alcuni ambienti di mansarda, illuminati da due grandi abbaini posti sopra la facciata.
Gli interni conservano in parte le decorazioni d'origine.